# Príncep blau

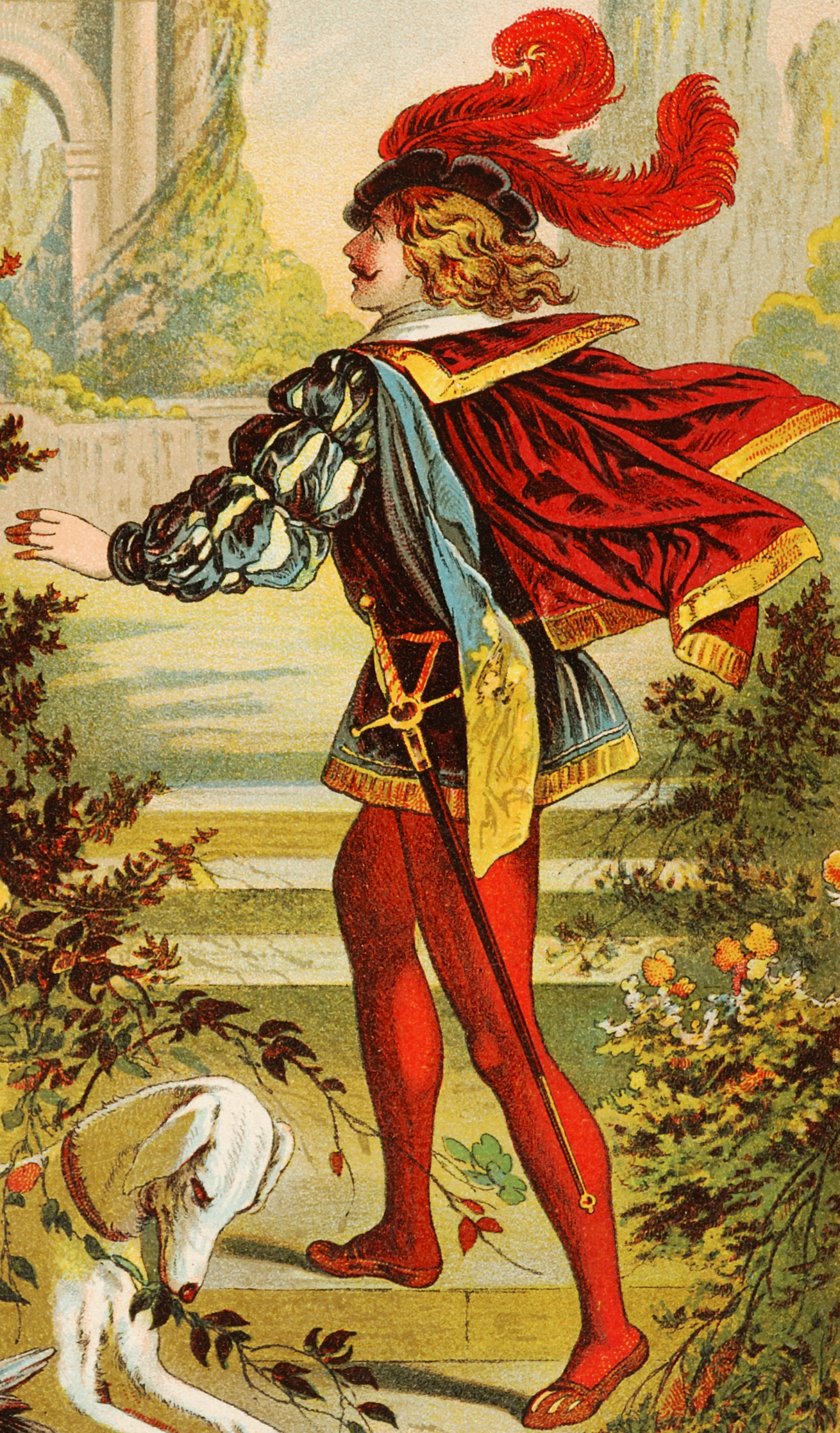
Príncep blau

Príncep Blau o Príncep Galant és com s'anomena un personatge dels contes de fades que ha esdevingut un arquetip. És un home jove, atractiu i cortès, que reuneix totes les qualitats i atreu les dones. La seva funció a la història és la de rescatar la princesa o noia en problemes o bé esdevenir el somni romàntic de matrimoni de la protagonista femenina. Es tracta d'un personatge pla i idealitzat, que actua només com a funció narrativa. En castellà i en italià el príncep dels contes també és blau: príncipe azul, en castellà, i principe azzurro en italià. En canvi, en francès i en anglès, el príncep no és 'blau', sinó 'encantador': prince charmant, en francès i charming prince, en anglès.
Sobre l'origen de l'expressió, hi ha diverses hipòtesis. Apareix a finals del segle xix o començament del segle xx, en què a Itàlia regnava la casa de Savoia i el blau era el color representatiu d'aquella dinastia. Quan l'aleshores príncep de Nàpols, Vittorio Emanuele, va fer la primera visita als seus futurs sogres, els pares d'Helena de Montenegro, vestia uniforme blau de general de brigada; a més, els seus ulls eren blaus. Per aquest motiu alguns autors diuen que ell era el «príncep blau».
En castellà, l'expressió ja es troba dues vegades en un text publicat a Mèxic el 1987 i en una de les dues ocasions s'esmenta el príncipe azul amb relació a Blancaneus, la Ventafocs i la Bella dorment.
La variant de príncep blau podria venir de l'expressió «tenir sang blava» com a sinònim de pertànyer a la noblesa. Aquest adjectiu ve pel fet que els nobles tenien la pell pàl·lida perquè no havien de treballar a l'aire lliure, com els membres del poble ras i, per tant, les venes se'ls veien a través de la pell blanca com a marques blavoses.
Algunes de les aparicions més notables són als contes de La Bella Dorment, La Blancaneu i els set nans. Ha estat parodiat al segle XX i XXI, com per exemple a la saga de Shrek, on hi ha un personatge amb aquest nom propi que es mostra com a vanitós i feble, donant la volta a la visió clàssica, sorgida de la tradició popular. En els còmics Fables, un dels dos protagonistes masculins és el Príncep Blau (Prince Charming), exmarit de l'heroïna Blancaneus.